# Long Term Evolution
Long Term Evolution (LTE) – standard bezprzewodowego przesyłu danych będący następcą systemów trzeciej generacji, rozwijany przez konsorcjum 3GPP. Głównymi celami nowego standardu jest zwiększenie możliwości telefonii komórkowej poprzez zwiększenie prędkości przesyłania danych, zmniejszenie opóźnień, zwiększenie efektywności spektralnej łączy radiowych, zmniejszenie kosztów transmisji danych, uproszczenie architektury.
Interfejs radiowy LTE używa technologii OFDM do transmisji danych od stacji bazowej do telefonu. Transmisja w kierunku przeciwnym (od telefonu w górę) wykorzystuje SC-FDMA (DFTS-FDMA). Jest to jedna z najbardziej widocznych różnic w stosunku do UMTS, który bazuje na WCDMA.

## Wersje standardu LTE
Pierwsza wersja standardu została wydana w grudniu 2008 roku jako Release 8, Release 9 został wydany w grudniu 2009, natomiast zgodność z IMT-Advanced, czyli zbiorem wymagań dla czwartej generacji sieci radiowych, została osiągnięta wraz z wydaniem LTE-Advanced oznaczonego Release 10.
Specyfikacja LTE (według dokumentu 3GPP Release 8):
- maksymalna szybkość pobierania w warstwie radiowej 150 Mb/s przy szerokości kanału 20 MHz
- rozwiązania 4x4 MIMO, szerokość kanału 20 MHz
- maksymalna szybkość wysyłania – 50 Mb/s przy szerokości kanału 20 MHz
- co najmniej 200 użytkowników w każdej komórce
- opóźnienie małych pakietów < 5 ms
- optymalny promień komórki do 5 km
- praca w trybie FDD (Frequency Division Duplex) i TDD (Time Division Duplex)
- zachowanie wysokich parametrów dla użytkowników w ruchu do 120 km/h (funkcjonalnie do 350 km/h)

## Ewolucja telefonii w ostatnich latach
|                            | LTE                  | WCDMA (UMTS) | HSPA HSDPA/HSUPA | HSPA+   |
| -------------------------- | -------------------- | ------------ | ---------------- | ------- |
| Max przepustowość Downlink | ~300 Mb/s (MIMO 4x4) | 384 kb/s     | 14 Mb/s          | 28 Mb/s |
| Max przepustowość Uplink   | 50 Mb/s              | 384 kb/s     | 5,7 Mb/s         | 11 Mb/s |
| Opóźnienie                 | ~10 ms               | 150 ms       | 100 ms           | 50 ms   |
| Metoda wielodostępu        | OFDMA/SC-FDMA        | CDMA         | CDMA             | CDMA    |

## Techniki wykorzystywane w LTE
- HARQ (Hybrid Automatic Repeat reQuest) znacznie zmniejsza skutki błędów w transmisji danych.
- OFDM (Orthogonal Frequency Division Multiplex) technika OFDM została wykorzystana w LTE, gdyż zapewnia wysoką przepustowość i jest jednocześnie odporna na zakłócenia spowodowane odbiciami i interferencją.
- MIMO (Multiple Input Multiple Output) system ten wykorzystuje kilka anten (matryce antenowe) w celu dostrzeżenia różnych ścieżek sygnału. Matryca wyłapuje składowe sygnału, które są potem odpowiednio sumowane, a efektem tego jest poprawna wartość sygnału.
- SAE (System Architecture Evolution) zwiększa pojemność sieci zapewniająca przepustowości na poziomie 150 Mbps, a także wykorzystuje nowoczesne protokoły IP (IPv4, IPv6).
- SC-FDMA (Single Carrier – Frequency Division Multiple Access) stosowany jest w uplink. Zaletą SC-FDMA jest lepszy w porównaniu z OFDMA współczynnik PAPR (peak-to-average power ratio). Jest on osiągany dzięki wykorzystaniu tylko jednej nośnej.
- SON (Self-Organizing Networks) zmniejsza koszty operacji związanych z konfiguracją, optymalizowaniem i naprawianiem sieci. Wyróżnia się trzy główne funkcje SON: samokonfiguracja, samooptymalizacja i samonaprawianie.

## Typy kanałów wykorzystywane w LTE
| Kanały logiczne LTE | |
| Kanały kontrolne | Kanały przepływu |
| - Broadcast Control Channel (BCCH) - Paging Control Channel (PCCH) - Common Control Channel (CCCH) - Multicast Control Channel (MCCH) - Dedicated Control Channel (DCCH)                                                                                            | - Dedicated Traffic Channel (DTCH) - Multicast Traffic Channel (MTCH)                                                       |
| Kanały transportowe LTE | |
| Downlink | Uplink |
| - Broadcast Channel (BCH) - Downlink Shared Channel (DL-SCH) - Paging Channel (PCH) - Multicast Channel (MCH) | - Uplink Shared Channel (UL-SCH) - Random Access Channel (RACH)                                                             |
| Kanały fizyczne LTE | |
| Downlink | Uplink |
| - Physical Broadcast Channel (PBCH) - Physical Control Format Indicator Channel (PCFICH) - Physical Downlink Control Channel (PDCCH) - Physical Hybrid ARQ Indicator Channel (PHICH) - Physical Downlink Shared Channel (PDSCH) - Physical Multicast Channel (PMCH) | - Physical Uplink Control Channel (PUCCH) - Physical Uplink Shared Channel (PUSCH) - Physical Random Access Channel (PRACH) |

## Modulacja
System LTE stosuje 3 rodzaje modulacji:
- QPSK 2 bity na symbol
- 16QAM 4 bity na symbol
- 64QAM 6 bitów na symbol
- 256QAM (LTE-Advanced Pro)

Rodzaj modulacji, którą wykorzystuje się w kierunku uplink, jest QAM (Quadrature Amplitude Modulation). Jej zaletą jest to, że im większa liczba bitów na Symbol, tym większa ilość przesyłanych informacji i lepsze wykorzystanie pasma. Wadą QAM jest to, że im większa liczba bitów na symbol, tym mniejsza odporność na zakłócenia. Drugą modulacją stosowaną w LTE jest QPSK. Jej zaletą jest zwiększenie efektywności wykorzystania pasma, przy jednoczesnym braku negatywnego wpływu na bitową stopę błędów (BER).
Konstelacje modulacji w LTE:

## LTE Advanced
Konsorcjum 3GPP pracuje aktualnie nad technologią, która ma spełniać wymogi ITU względem technologii IMT-Advanced, a jest nią technologia LTE-Advanced. Prace nad LTE-A rozpoczęły się w kwietniu 2008 r. Operatorzy i producenci uzgodnili podczas wstępnych prac podstawowe założenia LTE-Advanced:
- ma być z technologicznego punktu widzenia rozszerzeniem LTE
- ma spełniać wymogi ITU dotyczące IMT-Advanced i stać się pierwszą na świecie telefonią komórkową czwartej generacji (4G)
- współpracować ma w pełni z LTE i innymi technologiami radiowymi.

### Wymagania techniczne LTE-A
W czerwcu 2008 roku ukazał się dokument TR 36.913, w którym ustalono wymagania techniczne LTE-A. Główne wymagania względem technologii LTE-A zaprezentowane są poniżej w tabeli.
| Parametry                  | Dane                                                                 | Dane                                                                 |
| Przepustowość              | do abonenta 1 Gb/s od abonenta 500 Mb/s                              | do abonenta 1 Gb/s od abonenta 500 Mb/s                              |
| Maksymalna szerokość pasma | powyżej 70 MHz                                                       | około 100 MHz DL około 40 MHz UL                                     |
| Opóźnienia                 | w płaszczyźnie sterowania < 50 ms w płaszczyźnie użytkownika 5-10 ms | w płaszczyźnie sterowania < 50 ms w płaszczyźnie użytkownika 5-10 ms |
| Wydajność widmowa          | 30 b/s/Hz DL 15 b/s/Hz UL                                            | 30 b/s/Hz DL 15 b/s/Hz UL                                            |
| Zasięg                     | do 1 km                                                              | do 1 km                                                              |
| Mobilność                  | taka sama jak w LTE                                                  | taka sama jak w LTE                                                  |
| Pojemność                  | 3-krotnie większa niż w LTE                                          | 3-krotnie większa niż w LTE                                          |

### Agregacja pasm
Agregacja pasma to rozwiązanie, które pozwala na zapewnienie m.in. wyższych prędkości transferu danych w sieci 4G LTE. Oznacza ona łączenie kilku częstotliwości nośnych w jeden kanał o większej szerokości. Maksymalna szerokość pasma określona w wydaniu 8 i 9 standardu, wynosząca 20 MHz uniemożliwiała spełnienie wymagań IMT-Advanced dotyczących przepustowości łącza radiowego. Definiując LTE-Advanced, 3GPP zaproponowało rozwiązanie tego problemu w postaci agregacji pasma – operator ma możliwość agregacji do pięciu, niekoniecznie sąsiednich, pasm o maksymalnej szerokości 20 MHz, formując w ten sposób jedno szerokie pasmo o maksymalnej szerokości 100 MHz, co pozwoli na przesyłanie danych w kierunku urządzenia mobilnego z prędkością do 1 Gb/s.

#### Charakterystyka
Agregacja nośnych w LTE Advanced umożliwia korzystanie przez terminal użytkownika z szerszego pasma co przekłada się na większe możliwe do uzyskania prędkości transmisji danych. Mechanizm agregacji nośnych w LTE został wprowadzony w standardzie 3GPP Rel-10. Aby uzyskać pełną kompatybilność wstecz każda agregowana nośna jest zgodna z poprzednimi wersjami standardu LTE – 3GPP Rel-8 i Rel-9.

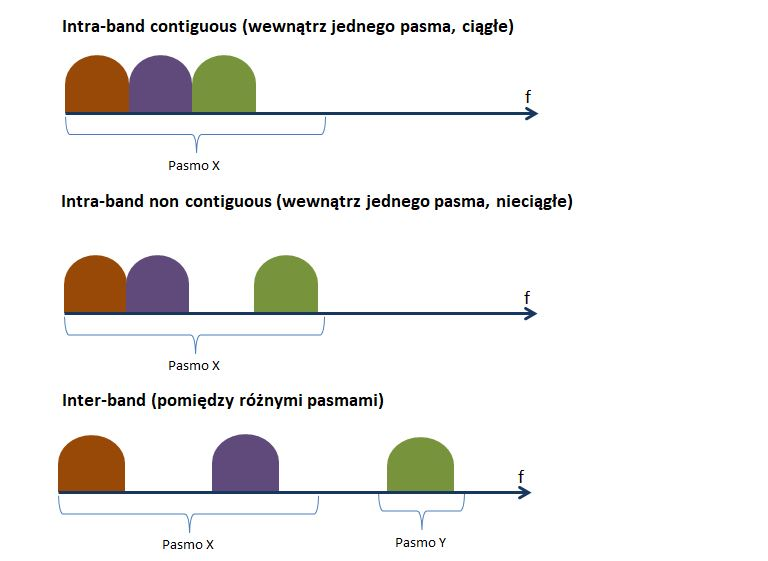
3 podstawowe typy konfiguracji agregacji pasma

Początkowo zakładano agregację do 5 nośnych LTE (w sumie do 100 MHz pasma) co zostało rozszerzone w ramach 3GPP Rel-13 do 32 nośnych LTE (do 640 MHz agregowanego pasma).
Możliwe są 3 podstawowe konfiguracje CA:
- Intra-band contiguous (wewnątrz jednego pasma, ciągłe)
- Intra-band non-contiguous (wewnątrz jednego pasma, nieciągłe)
- Inter-band (pomiędzy różnymi pasmami)

Poszczególne nośne w agregacji pasm nie są równorzędne, dzielimy je na:
- PCC (Primary Component Carrier) – podstawowa nośna, na której odbywa się komunikacja na protokole RRC. Zawsze istnieje tylko jedna podstawowa nośna w łączu do terminala (w dół) i do stacji bazowej (w górę).
- SCC (Secondary Component Carrier) – nośna drugorzędna, takich nośnych może być wiele.

Agregacja nośnych osobno traktuje łącze w dół i w górę. Zdecydowanie bardziej popularna jest agregacja w łączu w dół gdzie terminale są już w stanie agregować do 4 nośnych (jedna downlink PCC, trzy downlink SCC). Taki terminal używa do 4 nośnych w łączu do terminala, ale tylko jednego w łączu do stacji bazowej (tego, na którym ma PCC).

#### Kombinacje agregacji pasm
Standard 3GPP Rel-10 zakładał agregację do 100 MHz pasma na 5 nośnych jednak zdefiniowane kombinacje nośnych ograniczały realne implementacje do 40 MHz agregacji. W ramach testów przeprowadzonych przez Orange Polska w 2016 roku w oparciu o pasma szerokości 20 MHz na częstotliwościach 800 MHz, 900 MHz, 1800 MHz, 2100 MHz i 2600 MHz połączonych w jeden „superkanał” o szerokości 100 MHz udało się osiągnąć prędkość 1,91 Gb/s. Każda konfiguracja agregacji pasm LTE musi być zdefiniowana w standardzie 3GPP TS 36.101 aby była wspierana przez urządzenia różnych producentów. Jednocześnie dla agregacji pasm jako funkcjonalności ustalono zasadę, że kombinacje agregacji pasm są niezależne od wersji standardu 3GPP. Oznacza to, że kombinacja CA wyspecyfikowana w ramach standardu 3GPP Release N (gdzie N>10) może być wspierana przez terminal zgodny z wcześniejszym standardem 3GPP Release (N-x).

#### Standard 3GPP
W kolejnych wersjach standardu 3GPP dodawało nowe funkcjonalności związane z CA:
| Wersja 3GPP Release                          | Rel-10                                                                                             | Rel-11 | Rel-12 | Rel-13                                                                   |
| Funkcjonalność związana z agregacją pasm LTE | Agregacja dwóch nośnych w łączu do klienta (downlink)                                              | Agregacja trzech nośnych w łączu do klienta (downlink) z sumrycznym pasmem szerszym niż 40 MHz                        | Agregacja dwóch bądź trzech nośnych w łączu do klienta (downlink) – jednoczesna agregacja nośnych o wielodostępie częstotliwościowym (FDD) i czasowym (TDD) | Agregacja czterech nośnych w łączu do klienta (downlink)                 |
| Funkcjonalność związana z agregacją pasm LTE | Agregacja dwóch nośnych w łączu do stacji bazowej (uplink) – tylko wewnątrz jednego pasma, ciągłe  | Agregacja dwóch nośnych w łączu do stacji bazowej (uplink) – pomiędzy różnymi pasmami, nieciągłe                      | | Przygotowanie standardu do obsłużenia kombinacji agregacji do 32 nośnych |
| Funkcjonalność związana z agregacją pasm LTE | Agregacja trzech nośnych w łączu do klienta (downlink) z sumrycznym pasmem nie szerszym niż 40 MHz | Agregacja nośnych pomiędzy różnymi stacjami (przy różnym opóźnieniu czasowym i różnych lokalizacjach stacji bazowych) | |                                                                          |

## Obsługiwane częstotliwości

### Operatorzy z dostępem do pasma LTE w Polsce
| Pasmo LTEOperator | B20 800 MHz | B8 900 MHz | B3 1800 MHz | B1 2100 MHz | B7 2600 MHz | B38 2600 MHz |
| ----------------- | ----------- | ---------- | ----------- | ----------- | ----------- | ------------ |
| Cyfrowy Polsat    | Nie         | Tak        | Tak         | Tak         | Tak         | Tak          |
| Plus              | Nie         | Tak        | Tak         | Tak         | Tak         | Tak          |
| Play              | Tak         | Nie        | Tak         | Tak         | Tak         | Nie          |
| Orange            | Tak         | Nie        | Tak         | Tak         | Tak         | Nie          |
| T-Mobile          | Tak         | Tak        | Tak         | Tak         | Tak         | Nie          |

### Częstotliwości obsługiwane na świecie
| Pasmo LTE [MHz]Region | 700 | 800 | 900 | 1700 | 1800 | 1900 | 2100 | 2500 | 2600 | 3400 | 3600 |
| --------------------- | --- | --- | --- | ---- | ---- | ---- | ---- | ---- | ---- | ---- | ---- |
| Ameryka Północna      | Tak | Nie | Nie | Tak  | Nie  | Tak  | Tak  | Nie  | Nie  | Nie  | Nie  |
| Ameryka Południowa    | Nie | Nie | Nie | Nie  | Nie  | Nie  | Nie  | Tak  | Nie  | Nie  | Nie  |
| Europa                | Nie | Tak | Tak | Nie  | Tak  | Nie  | Tak  | Nie  | Tak  | Tak  | Tak  |
| Azja                  | Nie | Nie | Nie | Nie  | Tak  | Nie  | Nie  | Nie  | Tak  | Nie  | Nie  |
| Australia             | Nie | Nie | Nie | Nie  | Tak  | Nie  | Nie  | Nie  | Nie  | Nie  | Nie  |